# 天佑愛爾蘭
《天佑愛爾蘭》（英語：God Save Ireland）是一首關於曼徹斯特烈士（1867年遭處決的三名芬尼亞人）的愛爾蘭叛軍歌曲，於1870至1920年代期間成為愛爾蘭民族主義者的非官方愛爾蘭國歌。

## 作曲背景
1867年9月18日，約二、三十人伏擊了一輛前往曼徹斯特貝爾威監獄的馬車，使兩名芬尼亞成員逃走。其中，有人試圖開槍射擊車廂門鎖，導致一名警衛死亡。數週後，28人被捕、26人送審，當中五人於10月29日受審。根據共謀及重罪謀殺規則，儘管無人開過致命的一槍，所有人都被控謀殺罪。五人當中的愛德華·歐馬爾·康頓（Edward O'Meagher Condon）在被告席上以一句「天佑愛爾蘭」作結，成為了公眾席上其支持者的座右銘。五人皆被定罪並判處死刑，他們對此再度回應「天佑愛爾蘭」。其中一人於上訴後成功證明控方證據不可靠，宣告無罪；而儘管其他人的定罪皆依據同一證人之證供，判決仍維持有效。除康頓獲減刑外，餘下三人——麥可·拉金（Michael Larkin）、威廉·菲利普·艾倫（William Phillip Allen）、麥可·歐布萊恩（Michael O'Brien），於1867年11月23日被絞死。除了武力派愛爾蘭共和主義者，民族主義大眾也認為此案涉及司法不公，而稱他們為曼徹斯特烈士。
「天佑愛爾蘭」一句很快就被不斷重複，以求赦免三人；這句口號在他們死後的紀念活動中亦不斷重複。 1867年12月7日，即三烈士葬禮的前一天，提摩西·丹尼爾·蘇利文創作了《天佑愛爾蘭》的歌詞。於其創作之前已有兩首同名歌曲，蘇利文為了加快自己版本的傳播速度，他把歌詞套上了當時流行的南北戰爭親聯邦歌曲《Tramp! Tramp! Tramp!》的曲調。 另外，其中一句歌詞「無論絞死，還是戰死」與1843年麥可·約瑟夫·巴里在《國家報》上的文章〈男兒當死之處〉（The Place where Man should Die）相似。

## 民族主義者的國歌
1867年至1922年間，民族主義者稱《天佑愛爾蘭》為「愛爾蘭國歌」，經常於愛爾蘭內外的集會上唱起這歌。1890年代巴奈爾派分裂期間，《天佑愛爾蘭》成了反巴奈爾派愛爾蘭國家聯盟的贊歌。< 居於美國的愛爾蘭裔男高音約翰·麥克馬考因演唱這歌受歡迎，並於1906年製作了他第一張的留聲機唱片，大為流行，使他有好幾年都不受英國歡迎。
起義者於1916年復活節起義期間傳唱這首歌，但此後卻不再受歡迎。正如愛爾蘭國會黨被新芬黨排除；綠豎琴旗被愛爾蘭三色旗代替一樣，《天佑愛爾蘭》也被《士兵之歌》掩蓋。1922年愛爾蘭自由邦建立，並於1926年正式選擇了後者作為國歌。

## 體育場合
塞爾提克足球俱樂部與愛爾蘭共和國國家足球隊的球迷都會於足球比賽合唱這首歌。副歌旋律被改編為1978年FIFA世界盃蘇格蘭足球代表隊隊歌《Ally's Tartan Army》，其後再改編為1990年FIFA世界盃愛爾蘭隊歌《Put 'Em Under Pressure》。

## 歌詞
High upon the gallows tree swung the noble-hearted three.

By the vengeful tyrant stricken in their bloom;

But they met him face to face, with the courage of their race,

And they went with souls undaunted to their doom.

副歌:

"God save Ireland!" said the heroes;

"God save Ireland" said they all.

Whether on the scaffold high

Or the battlefield we die,

Oh, what matter when for Erin dear we fall!

Girt around with cruel foes, still their courage proudly rose,

For they thought of hearts that loved them far and near;

Of the millions true and brave o'er the ocean's swelling wave,

And the friends in holy Ireland ever dear.

（副歌）

Climbed they up the rugged stair, rang their voices out in prayer,

Then with England's fatal cord around them cast,

Close beside the gallows tree kissed like brothers lovingly,

True to home and faith and freedom to the last.

（副歌）

Never till the latest day shall the memory pass away,

Of the gallant lives thus given for our land;

But on the cause must go, amidst joy and weal and woe,

Till we make our Isle a nation free and grand.

（副歌）

## 翻譯
三位英雄，高掛於絞架上
正值青春，暴君將其扼殺
展露民族勇氣，直面暴君
無畏英魂，步向殞落

副歌:
英雄們說：「天佑愛爾蘭！」
人們同說：「天佑愛爾蘭！」
無論絞死，或是戰死
為了愛爾蘭，我們甘願獻身

為敵所困，勇氣依舊
皆因憶起，思念他們的心，不論遠近
千萬真誠勇敢，越過風浪
聖愛爾蘭，至親之友

（副歌）

爬上盤陀臺階，響起祈禱
英格蘭的絞索，套住他們
於絞架旁，如兄弟深情一吻
忠於祖國、忠於信仰、忠於自由，直到最後

（副歌）

毋忘英雄，直至永遠
英勇犧牲，賦予吾土
共和事業仍須繼續，不論禍福
直至吾島，真正自由，真正偉大

（副歌）

## 註解
1. ↑  Other songs using the same tune include "Jesus Loves the Little Children" (1910) and Ernst Busch's anti-American song "Ami go home!（德语）" (1952).[4]
2. ↑  Also 'Oh, no matter when for Ireland dear we fall!'